# Grand Prix Formule 1 van Zuid-Afrika 1972
De Grand Prix Formule 1 van Zuid-Afrika 1972 werd gehouden op 4 maart 1972 in Kyalami.

## Uitslag
| Positie | Nr | Rijder               | Team         | Ronden | Tijd/Opgave      | Startplaats | Punten |
| ------- | -- | -------------------- | ------------ | ------ | ---------------- | ----------- | ------ |
| 1       | 12 | Denny Hulme          | McLaren-Ford | 79     | 1:45:49.1        | 5           | 9      |
| 2       | 8  | Emerson Fittipaldi   | Lotus-Ford   | 79     | 14.1             | 3           | 6      |
| 3       | 14 | Peter Revson         | McLaren-Ford | 79     | 25.8             | 12          | 4      |
| 4       | 7  | Mario Andretti       | Ferrari      | 79     | 38.5             | 6           | 3      |
| 5       | 3  | Ronnie Peterson      | March-Ford   | 79     | 49               | 9           | 2      |
| 6       | 19 | Graham Hill          | Brabham-Ford | 78     | + 1 Ronde        | 14          | 1      |
| 7       | 4  | Niki Lauda           | March-Ford   | 78     | + 1 Ronde        | 21          |        |
| 8       | 5  | Jacky Ickx           | Ferrari      | 78     | + 1 Ronde        | 7           |        |
| 9       | 2  | François Cevert      | Tyrrell-Ford | 78     | + 1 Ronde        | 8           |        |
| 10      | 9  | David Walker         | Lotus-Ford   | 78     | + 1 Ronde        | 19          |        |
| 11      | 21 | Henri Pescarolo      | March-Ford   | 78     | + 1 Ronde        | 22          |        |
| 12      | 6  | Clay Regazzoni       | Ferrari      | 77     | + 2 Ronden       | 2           |        |
| 13      | 25 | Rolf Stommelen       | March-Ford   | 77     | + 2 Ronden       | 25          |        |
| 14      | 24 | Helmut Marko         | BRM          | 76     | + 3 Ronden       | 23          |        |
| 15      | 15 | Chris Amon           | Matra        | 76     | + 3 Ronden       | 13          |        |
| 16      | 27 | John Love            | Surtees-Ford | 73     | Spin             | 26          |        |
| 17      | 22 | Carlos Pace          | March-Ford   | 73     | + 6 Ronden       | 24          |        |
| NC      | 23 | Howden Ganley        | BRM          | 70     | Niet geklasseerd | 16          |        |
| NC      | 18 | Andrea de Adamich    | Surtees-Ford | 69     | Niet geklasseerd | 20          |        |
| NC      | 11 | Peter Gethin         | BRM          | 65     | Niet geklasseerd | 18          |        |
| NF      | 10 | Jean-Pierre Beltoise | BRM          | 61     | Motor            | 11          |        |
| NF      | 1  | Jackie Stewart       | Tyrrell-Ford | 45     | Versnellingsbak  | 1           |        |
| NF      | 17 | Mike Hailwood        | Surtees-Ford | 28     | Ophanging        | 4           |        |
| NF      | 20 | Carlos Reutemann     | Brabham-Ford | 27     | Benzinesysteem   | 15          |        |
| NF      | 16 | Tim Schenken         | Surtees-Ford | 9      | Motor            | 10          |        |
| NF      | 26 | Dave Charlton        | Lotus-Ford   | 2      | Benzinepomp      | 17          |        |

## Statistieken
| Pole-position | Jackie Stewart | Tyrrell-Ford | 1:17.00 |
| Snelste ronde | Mike Hailwood  | Surtees-Ford | 1:18.9  |

## Noot
- Dit was het debuut van de Zuid-Afrikaanse coureur William Ferguson.
- Eerst snelste ronde voor Mike Hailwood.
- Eerste podiumplaats voor Peter Revson en de vijfde podiumplaats voor Emerson Fittipaldi en een Braziliaanse coureur.
- Tiende Grand Prix-winst voor een Nieuw-Zeelandse coureur.

1960 · 1960 II · 1961 · 1962 · 1963 · 1965 · 1966 · 1967 · 1968 · 1969 · 1970 · 1971 · 1972 · 1973 · 1974 · 1975 · 1976 · 1977 · 1978 · 1979 · 1980 · 1981 · 1982 · 1983 · 1984 · 1985 · 1992 · 1993